# ريان تونيكليف
ريان تونيكليف (بالإنجليزية: Ryan Tunnicliffe) (30 ديسمبر 1992 مانشستر الكبرى المملكة المتحدة - ) هو لاعب كرة قدم بريطاني، يلعب كلاعب وسط.

## وصلات خارجية
ريان تونيكليف على موقع قاعدة بيانات كرة القدم.إي يو (الإنجليزية)
- ريان تونيكليف على موقع Soccerbase.com (لاعب) (الإنجليزية)
- ريان تونيكليف على موقع Soccerway.com (الإنجليزية)
- ريان تونيكليف على موقع عالم كرة القدم.نت (الإنجليزية)
- ريان تونيكليف على موقع AS.com (الإسبانية)